# Fritz Kreisler
Fritz Kreisler (Viena, 2 de febrer de 1875 - Nova York, 29 de gener de 1962), va ser un violinista i compositor austríac. El seu art es caracteritza per la intensitat del seu vibrato i per l'economia dels seus moviments d'arquet.

## Biografia
Fritz va ser un nen prodigi i ja sabia llegir música a l'edat de tres anys. Va rebre les seves primeres lliçons de violí del seu pare, que era un aficionat entusiasta, i de Jacques Aubert.
El 1882, quan tenia 7 anys, va ser l'alumne més jove en ser admès al Conservatori de Viena, on va estudiar sota la direcció de Joseph Hellmesberger fins a acabar els estudis als 10 anys, amb la medalla d'or. Va marxar a París on va estudiar amb Joseph Massart fins als 12 anys (1887), compartint el primer premi amb altres alumnes.
Als 14 anys, va efectuar la seva primera gira per als Estats Units, amb Moritz Rosenthal. De tornada a Europa, va consagrar dos anys a ampliar la seva educació, estudiant art i medicina, i va estar un any a l'exèrcit austríac. La música va continuar sent tanmateix el seu verdader ofici, i va reprendre la seva carrera el 1896 efectuant una gira per Rússia.
El 1898 Viena li va fer una bona acollida quan va interpretar el primer concert de Bruch, sota la direcció de Hans Richter, i ho va ser igualment a Berlín l'any següent quan va iniciar la carrera de concertista. Va tornar a Amèrica el 1900 i va tocar per primera vegada a la Gran Bretanya el 1902. Va ser també l'any en què es va casar amb Harriet Lies que es va carregar de la tasca primordial d'organitzar la seva vida.
El 1910, Kreisler interpretà el concert d'Elgar, i ja era cèlebre durant la Primera Guerra Mundial, durant la qual va servir breument abans de ser ferit i ser destinat a la vida civil. Després d'haver passat algun temps a Amèrica, el 1924 es va instal·lar a Berlín, però es va negar a tocar a Alemanya a partir de 1933. A partir del 1938, va adquirir la nacionalitat francesa abans d'instal·lar-se definitivament als Estats Units, on en moltes de les seves gires anava acompanyat del violoncel·lista Johann Gerardy, aconseguint la nacionalitat americana el 1943.
El 1941, va ser atropellat per un forcó en un carrer de Nova York i es va quedar en coma durant un mes. Tot i que l'accident va posar fi en la seva carrera professional, va continuar tocant fins al 1950. Va morir a Nova York el 1962.

## Obres
Kreisler va compondre un gran nombre peces virtuosístiques per al seu instrument, considerades de vegades com a peces de saló, i que va presentar com a senzills arranjaments de compositors del passat. Se li deuen igualment nombrosos arranjaments de diversos compositors com són, entre d'altres, Dvořák, Rakhmàninov, Paganini, Isaac Albéniz i Pascual, Falla, Corelli, Mozart, Tartini.
Entre les seves obres, cal destacar:
- Liebesleid
- Liebesfreud
- Praeludium et Allegro (a l'estil d Gaetano Pugnani)
- Caprice Viennois (op. 2)
- Tambourin chinois (op. 3)
- Schön Rosmarin

Altres obres:
| - Syncopation - Quartet de corda en La (1919) - La Précieuse (a l'estil de Couperin) - Variacions sobre un tema de Corelli - Rondino (sobre un tema de Beethoven) - In Tempo Minuetto - Affected Creatures - Little Vienna March - Polichinelle (serenata) - Allegretto (a l'estil de Porpora) | - Rosamunde (a partir de la música de ballet) - Shepherd's Madrigal - Tambourin (a l'estil de Jean-Marie Leclair) - Concert en do per a violí "a l'estil de Vivaldi" (1905) - Sicilienne et Rigaudon - Cadences per als concerts per a violí de Beethoven i de Brahms - Tempo di Minuetto - Recitatiu i Scherzo] (op. 6) - Chanson Louis XIII et Pavane - The Old Refrain - La Gitana |